# マディソン郡の恋
「マディソン郡の恋」（マディソンぐんのこい）は、2005年7月21日に発売された秋元順子のデビュー・シングル。
本項では、2006年4月5日に発売された同名のアルバムについても扱う。

## 収録曲
1. マディソン郡の恋（4分26秒）
作詞・作曲：星桂三／編曲：花岡優平
2. 月の浜辺（3分38秒）
作詞：長平俊一／作曲・編曲：花岡優平
3. マディソン郡の恋（オリジナルカラオケ）（4分26秒）
4. マディソン郡の恋（一般用カラオケ 半音上げ）（4分26秒）
5. 月の浜辺（オリジナルカラオケ）（3分39秒）

## アルバム『マディソン郡の恋』
「マディソン郡の恋」（マディソンぐんのこい）は、2006年4月5日に発売された秋元順子の1枚目のオリジナルアルバム。

### 解説
同名のシングル曲「マディソン郡の恋」や、2007年にシングルカットされる「雨の旅人」を含む、計12曲を収録。

### 収録曲
1. マディソン郡の恋（4分24秒）
作詞・作曲：星桂三／編曲：花岡優平
2. 酔いしれて（3分21秒）
作詞：音羽たかし／作曲：高寄潤司／編曲：森岡賢一郎
3. ロンリーナイト東京（4分00秒）
作詞・作曲・編曲：花岡優平
4. Déjà vu（デジャ・ヴュー）（4分23秒）
作詞：花岡美奈子／作曲・編曲：花岡優平
5. 雨の旅人（4分47秒）
作詞・作曲・編曲：花岡優平
6. 愛の終りに（4分28秒）
作詞・作曲・編曲：花岡優平
7. 別れの理由（4分32秒）
作詞：石森裕之／作曲：小田純平／編曲：花岡優平
8. 幻〜まぼろし〜（3分51秒）
作詞：長平俊一／作曲・編曲：花岡優平
9. 遠い思い出（3分34秒）
作詞：秋元順子／作曲・編曲：花岡優平
10. 愛遥かに（DA TROPPO TEMPO）（4分6秒）
訳詞：直村慶子／作曲：G.Colonnello／編曲：服部克久
11. 月の浜辺（3分40秒）
作詞：長平俊一／作曲・編曲：花岡優平
12. マディソン郡の恋（Piano version）（5分12秒）
作詞・作曲：星桂三／編曲：江草啓介